# Carcharhinus obsoletus
Carcharhinus obsoletus ist eine Haiart aus der Familie der Requiem- oder Grauhaie, die erst Anfang 2019 beschrieben wurde. Typusexemplare waren drei konservierte Jungtiere, die vor Jahrzehnten gefangen worden sind. Als Fundort der drei Jungtiere werden Bangkok, Ho-Chi-Minh-Stadt und Baram (Sarawak) angegeben. Das Verbreitungsgebiet der Art liegt wahrscheinlich im Südchinesischen Meer, könnte jedoch auch weiter sein. Da es von Carcharhinus obsoletus seit 1934 keinen Nachweis mehr gibt, ist die Art möglicherweise inzwischen ausgestorben.

## Merkmale
Die jungen Typusexemplare sind 34, 37 und 43,3 cm lang. Da ausgewachsene Exemplare nicht bekannt sind, ist auch deren Größe und die Maximallänge der Art unbekannt. Die konservierten Jungfische sind auf der Oberseite grau und auf der Unterseite hell gefärbt. Die hellere Kopfunterseite beginnt am oberen Augenrand und an den äußeren Nasenöffnungen und ist von oben gesehen am Rand sichtbar. Der Übergang der Tönungen ist am Kopf plötzlich und erfolgt auf dem Rumpf und dem Schwanzstiel allmählich. Die Kiemenspalten sind hellgrau und ihre Ränder sind noch heller. Auch die Flossen sind grau und ohne schwärzliche oder helle Zeichnungen. Die erste Rückenflosse ist grau mit einer helleren unteren Spitze; die zweite Rückenflosse ist ebenfalls grau mit einem leicht helleren äußeren Rand. Die Afterflosse ist etwas heller als die Rückenflossen. Die Schwanzflosse ist grau, die Enden der zwei Loben sind etwas dunkler als die übrige Flosse. Die Brustflossen sind grau mit einem hellen Außenrand; die Bauchflossen sind grau und an der Basis hell. Die Augen sind schwärzlich, die Nickhaut ist hell.
Carcharhinus obsoletus ist wahrscheinlich eine relativ kleine, schlanke Haiart. Der Kopf ist breit und von oben gesehen parabolförmig. Die Augen sind relativ groß. Ein Interdorsalkamm fehlt. Die vorderen Zähne im Oberkiefer sind dreieckig, gesägt und an der Basis breit. Im Unterkiefer sind die vorderen Zähne schmaler und haben in den meistens Fällen gerade Spitzen. In beiden Kiefern sind die hinteren und seitlichen Zähne leicht gebogen. Im Oberkiefer finden sich 27 bis 31 Zahnreihen, im Unterkiefer sind es 26 bis 29. Die erste Rückenflosse ist dreieckig. Sie beginnt oberhalb des ersten Drittels der Brustflossen. Die zweite Rückenflosse ist etwas kleiner als die Afterflosse und viel kleiner als die erste. Ihre Höhe liegt nur bei 22 bis 31 % der Höhe der ersten Rückenflosse. Die zweite Rückenflosse beginnt deutlich vor dem vorderen Ende der Afterflosse. Die Afterflosse ist 1,2 bis 1,5 mal höher als die zweite Rückenflosse. Carcharhinus obsoletus hat 114 bis 120 Wirbel. Insgesamt ähnelt Carcharhinus obsoletus dem Borneohai (Carcharhinus borneensis), unterscheidet sich von dieser Art aber in der Anzahl und der Morphologie der Zähne und bei einigen anderen morphologischen Merkmalen.

## Status
Der letzte Nachweis der Art stammt aus dem Jahr 1934. Trotz intensiver Suche auf Fischmärkten in der Region wurde in den letzten 20 Jahren kein Exemplar mehr gefunden. Da der vermutete Lebensraum der Art, die flachen Küsten des Südchinesischen Meeres, intensiv und unkontrolliert befischt werden, muss davon ausgegangen werden, dass Carcharhinus obsoletus inzwischen ausgestorben ist. Jedoch ist es noch nicht ausgeschlossen, dass in Zukunft Exemplare von Carcharhinus obsoletus gefunden werden. Auch der Borneohai galt lange Zeit als ausgestorben, bevor er im Jahr 2007 wiederentdeckt wurde.

## Belege
1. 1 2 3 4  William T. White, Peter M. Kyne and Mark Harris. 2019. Lost before Found: A New Species of Whaler Shark Carcharhinus obsolerus from the Western Central Pacific known only from Historic Records. PLoS ONE. 14(1): e0209387. DOI: 10.1371/journal.pone.0209387